# أليسون جوزيف (روائية)
أليسون جوزيف (بالإنجليزية: Alison Joseph)‏ (1958، إنجلترا في المملكة المتحدة)؛ روائية بريطانية.